# Tangshanzhen (ort i Kina, Jiangxi Sheng, lat 28,72, long 115,94)
Tangshanzhen är en ort i Kina. Den ligger i provinsen Jiangxi, i den sydöstra delen av landet, nära eller i provinshuvudstaden Nanchang. Antalet invånare är 115 067. Befolkningen består av 55 380 kvinnor och 59 687 män. Barn under 15 år utgör 14,0 %, vuxna 15-64 år 80 %, och äldre över 65 år 5,0 %.
Runt Tangshanzhen är det tätbefolkat, med 493 invånare per kvadratkilometer. Närmaste större samhälle är Nanchangshi, 8,1 km söder om Tangshanzhen. Runt Tangshanzhen är det i huvudsak tätbebyggt.
Genomsnittlig årsnederbörd är 2 096 millimeter. Den regnigaste månaden är juni, med i genomsnitt 340 mm nederbörd, och den torraste är oktober, med 36 mm nederbörd.